# Luiz Marcelo Morais dos Reis
Luiz Marcelo Morais dos Reis, mais conhecido como Lulinha (Mauá, 10 de abril de 1990), é um futebolista brasileiro que atua como meia e atacante.
Atualmente está no Madura United FC, da Indonésia.

## Carreira

### Seleção Brasileira Sub-17
Revelado nas categorias de base do Corinthians, Lulinha fez grande sucesso nesta categoria, e já foi convocado para a Seleção Brasileira Sub-17.
Foi destaque e artilheiro com 12 gols da Seleção Brasileira que ganhou o Campeonato Sul-Americano Sub-17 de 2007.
Novamente convocado para a Seleção Brasileira Sub-17 disputou os Jogos Pan-Americanos de 2007 que foram realizados na cidade do Rio de Janeiro e na primeira partida pelo Brasil na competição marcou 3 gols. Na competição, o Brasil acabou sendo desclassificado logo na primeira fase.
Depois, Lulinha é outra vez convocado pela Seleção Brasileira Sub-17, agora para o Campeonato Mundial de futebol sub-17 2007. Logo na estreia, fez um gol de pênalti na goleada de 7 a 0 do Brasil sobre a Nova Zelândia. Neste torneio, o Brasil foi desclassificado nas oitavas de final pela Seleção de Gana, derrotado por 1 a 0.

### Corinthians
Lulinha subiu para o profissional do Corinthians com apenas 17 anos, como o maior artilheiro das categorias de base do clube, com 297 gols. Depois da boa atuação pela Seleção Brasileira Sub-17, com 16 gols em 16 jogos, logo recebeu sondagens do Chelsea e do Barcelona, e então, renovou seu contrato com o Corinthians, agora aumentando sua multa rescisória, que era de US$ 5 milhões, para US$ 50 milhões. Lulinha na época, chegara com status de que iria salvar o Corinthians do rebaixamento e que iria livrar o time da grande crise que sofria. Mesmo com boas atuações, o Corinthians acabou sendo rebaixado para a Série B do Campeonato Brasileiro, vivendo o pior momento de toda a sua história.
Em 2008, o jogador não conseguiu corresponder à torcida com gols, como os gols que havia feito o seu amigo Dentinho, mas com boas atuações e muitas assistências era titular da equipe de Mano Menezes. Com a chegada dos meias Douglas e Morais acabou perdendo espaço no time. Após o seu primeiro gol como profissional, a torcida achou que Lulinha iria desandar a fazer gols, e logo no jogo seguinte Lulinha marcou outro gol, contra o Bragantino. Aliás, este time é o clube que mais sofreu gols de Lulinha como profissional: foram 2 gols em 3 jogos contra o clube.
Em 2009, mesmo conseguindo os títulos do Campeonato Paulista e da Copa do Brasil, Lulinha e não teve boas atuações e não aproveitou as poucas oportunidades durante o jogo.
Depois de três anos sendo emprestado, o jogador, ao final de 2012, tem seu contrato com o Corinthians encerrado. Apesar de não ter sido procurado para uma renovação, Lulinha buscava, a partir de 2013, um recomeço à carreira.

### Estoril
Naquele momento, com mau rendimento em campo e pouco aproveitado pelo técnico Mano Menezes, Lulinha é emprestado ao Estoril por dez meses para adquirir mais experiência.
Ao término do empréstimo, Lulinha não volta ao Corinthians e renova seu vínculo com o clube português.

### Olhanense
Foi emprestado ao Olhanense para a temporada 2010-2011.

### Bahia
Lulinha estava emprestado para o Bahia para a disputada da temporada 2011, tendo sua contratação aprovada pela maioria da torcida, que sonhava ver o time fazer uma campanha digna de um time bicampeão brasileiro da Série A. Logo mostrou sua capacidade, vieram os gols, assistências e boas partidas. O técnico René Simões, certa feita, disse que Lulinha, era um dos melhores do elenco do Bahia naquele ano. Lulinha marcou seus primeiros gols contra o Flamengo e Atlético Paranaense.
Em dezembro de 2011, Lulinha acertou sua permanência no clube por mais uma temporada, devendo ser aproveitado como titular na maior parte dos campeonatos, ao contrário do que ocorreu em 2011, quando o atacante, por muitas vezes, era figura sempre presente no banco de reservas.
Em dezembro de 2012, emprestado pelo Corinthians, acabou não renovando nem com o Corinthians e nem com o Bahia, e acabou ficando sem clube.

### Ceará
No dia 8 de fevereiro de 2013, o futebolista acertou a sua transferência para o Ceará.
Foi um dos destaques do Ceará no Campeonato Cearense e na Copa do Nordeste, aonde recebeu do "Seu Eduardo", um carismático torcedor alvinegro, o bordão : "Joga fácil demais esse Lulinha".

### Criciúma
No dia 3 de janeiro de 2014, foi oficializada sua transferência para o Criciúma. Entretanto, em junho seguinte, foi dispensado pelo time catarinense por seu baixo rendimento.

### Ceará
No dia 20 de junho de 2014, Lulinha acerta sua volta para o Ceará e se torna mais um reforço do alvinegro cearense na busca pelo acesso. Em abril de 2015, Lulinha fez um acordo com a diretoria do "Alvinegro" para rescindir seu contrato após uma possível negociação com o Botafogo.

### Red Bull Brasil
No dia 29 de dezembro de 2014, Lulinha foi emprestado para disputar o Paulistão 2015, pelo Red Bull Brasil.

### Botafogo
Em maio de 2015, Lulinha assinou com o Botafogo, após rescindir com o Ceará.
Marcou seu primeiro gol em sua estreia, no dia 16 de maio de 2015, na vitória por 4 a 1 contra o CRB no Engenhão. Pelo clube carioca, foi Campeão Brasileiro da Série B.

### Mogi Mirim
Em janeiro de 2016, Lulinha acertou com o Mogi Mirim para ser o camisa 10.

### Steelers
Em maio de 2016, Lulinha acertou com o Pohang Steelers. Pelo clube teve boa passagem marcando 19 gols em 51 jogos.

### Al Sharjah
Em 2018, chegou ao Al Sharjah dos Emirados Árabes Unidos.

### Pafos FC
Em agosto de 2018, foi anunciado pelo Pafos FC do Chipre.

## Títulos
Corinthians
- Campeonato Brasileiro Série B: 2008
- Campeonato Paulista: 2009
- Copa do Brasil: 2009

Bahia
- Campeonato Baiano: 2012[16]

Ceará
- Campeonato Cearense: 2013

Botafogo
- Campeonato Brasileiro - Série B: 2015

Seleção Brasileira
- Campeonato Sul-Americano de Futebol Sub-17: 2007

## Campanhas de destaque
Corinthians
- Copa do Brasil: 2º lugar: (2008)

## Artilharias
Seleção Brasileira
- Campeonato Sul-Americano de Futebol Sub-17: 2007 (12 gols)

Corinthians
- Copa São Paulo de Futebol Júnior: Artilheiro (18 gols)

## Prêmios individuais
Seleção Brasileira
- Campeonato Brasileiro de Futebol de 2007: Revelação

Estoril
- Campeonato Português de Futebol - Série B: Maior assistente da Liga